# Estelin
L'estelin est une ancienne unité de masse des orfèvres et bijoutiers. Il valait le vingtième de l'once soit environ 1,53 gramme.
La maille d'estelin était sa moitié. La maille se divisait effectivement en deux felins.
L'expression  « maille à partir » (à partager, diviser) provient sans doute de la maille monétaire, connue pour être la plus petite pièce d'argent au Moyen Âge.
Il est probable, mais rien n'est sûr, que le mot estelin soit devenu en anglais le mot sterling. Rabelais fait mention du mot « Estrelins » pour qualifier une pièce de monnaie (un « coing ») frappé par les Saxons, des gens venus de l'Est [East] de l'Europe : effectivement, dès le XIIIe siècle, les mines d'argent actives étaient principalement situées dans cette région et l'activité monétaire y était importante ainsi que le commerce.
En 1666, cet ancien métal anglais a disparu:

« Je n'ai point fait mention d'estellins ni de fellins, pour n'être presque plus en usage, & même qu'ils ne peuvent servir en ce rencontre, pour n'être pas un poids juste; & par conséquent ou ne s'en doit point servir. »

— Petit traité de l'aliage des metaux tant d'or que d'argent, pour les orfevres  A Rouen, imprimerie de David Maurry, 1666
Aux Pays-Bas autrichiens, une livre vaut 320 estelins, qui équivalent à 49 215,18 centigrammes. En Belgique, une livre vaut 1000 estelins, qui équivalent à 1000 grammes.